# Shake, Rattle And Roll/Lawdy, Miss Clawdy
Shake, Rattle And Roll/Lawdy, Miss Clawdy è un singolo di Elvis Presley, pubblicato su 78 e 45 giri nel settembre 1956.

## Descrizione
Il brano sul lato A, Shake, Rattle And Roll, scritto da Jesse Stone (che usò lo pseudonimo Charles Calhoun) era già stato inciso da Big Joe Turner, che lo aveva lanciato nel 1954, da Bill Haley & His Comets che lo avevano ripreso nello stesso anno e da Gene Simmons nel 1956, mentre Lawdy, Miss Clawdy era stato scritto e inciso da Lloyd Price nel 1952.
Shake, Rattle And Roll venne censurata dall'RCA, che costrinse Presley a edulcorare durante l'incisione alcuni versi troppo espliciti.
Entrambi i brani non vennero inclusi in nessun album al momento della pubblicazione; vennero poi inseriti in varie antologie, e nella ristampa in CD dell'album Elvis Presley, pubblicato nel 2005.
Il singolo non entrò in classifica.

## Tracce
Lato A
1. Shake, Rattle And Roll – 2:24 (Charles Calhoun; edizioni musicali Progressive Music)

Lato B
1. Lawdy, Miss Clawdy – 2:23 (Lloyd Price; edizioni musicali Venice Music)

## Formazione
- Elvis Presley – voce solista, chitarra acustica ritmica
- Scotty Moore – chitarra elettrica solista
- Bill Black – basso
- D. J. Fontana - batteria
- The Jordanaires - cori